# Dead Stop (Star Trek)
Dead Stop is de vierde aflevering van het tweede seizoen van de Amerikaanse sciencefictiontelevisieserie Star Trek: Enterprise. Het is de 29e aflevering van de serie, voor het eerst uitgezonden in 2002.

## Verhaal
Omdat de USS Enterprise onlangs (zie Minefield) flink werd beschadigd door een mijn, en het schip niet meer in staat is zichzelf fatsoenlijk te repareren, zendt haar bemanning een noodsignaal uit. Tot hun genoegen wordt de oproep beantwoord en worden ze naar een hypermodern, onbemand reparatiestation verwezen. Dit station blijkt voor een erg lage prijs bereid hun schip in een recordtijd te repareren. 
Tijdens de reparaties vindt echter een bizar ongeluk plaats. Vaandrig Travis Mayweather sterft terwijl hij bepaalde reparaties uitvoert. Nadat kapitein Jonathan Archer zich afvraagt waarom hij die reparaties überhaupt uitvoerde, terwijl dat helemaal zijn taak niet was, geeft hij dokter Phlox toestemming om een autopsie uit te voeren. Daarbij doet Phlox de ontdekking dat hij niet Mayweather op zijn tafel heeft liggen, maar een zeer nauwkeurige kopie van zijn lichaam. 
Al snel wordt duidelijk dat het station schuldig is aan de ontvoering van Mayweather. Terwijl een team hem op het station probeert op te sporen (één ruimte is ontoegankelijk voor personeel van de Enterprise), probeert Archer tijd te rekken door uitgebreid te onderhandelen over de prijs van de reparaties. Uiteindelijk bereikt het team, met onder andere luitenant Malcolm Reed en Trip Tucker, de computerkern van het station. Daar vinden zij een bewusteloze Mayweather en een boel andere personen. Zij zijn allemaal via hun hersenen aan de computer van het station gekoppeld, opdat die zijn rekenkracht kon verbeteren. Zodra het team Mayweather loskoppelt van de computer, keert deze zich tegen het schip. De Enterprise weet ternauwernood te ontsnappen, mede doordat Archer explosieven in een aantal vaten met warpplasma (hun betaalmiddel) had verstopt. Zodra de Enterprise weg is, is echter te zien hoe het station zichzelf begint te repareren, zonder dat de bemanning er weet van heeft.

## Achtergrondinformatie
- Deze aflevering is genomineerd voor een Emmy Award in de categorie "Outstanding Special Visual Effects for a Series" (Uitstekende visuele effecten voor een serie).

## Acteurs

### Hoofdrollen
- Scott Bakula als kapitein Jonathan Archer
- John Billingsley als dokter Phlox
- Jolene Blalock als overste T'Pol
- Dominic Keating als luitenant Malcolm Reed
- Anthony Montgomery als vaandrig Travis Mayweather
- Linda Park als vaandrig Hoshi Sato
- Connor Trinneer als overste Charles "Trip" Tucker III

#### Bijrollen zonder vermelding in de aftiteling
- Adam Anello als een bemanningslid van de Enterprise
- Solomon Burke junior als bemanningslid Billy
- Mark Correy als bemanningslid Alex
- Roxann Dawson als de computerstem van het reparatiestation
- Hilde Garcia als bemanningslid Rossi
- Scott Hill als bemanningslid Hutchison
- Roy Joaquin als een bemanningslid van de Enterprise
- John Jurgens als een bemanningslid van de Enterprise
- Marnie Martin als een bemanningslid van de Enterprise